# بول كين (مؤلف)
بول كين (بالإنجليزية: Paul Cain)‏ (30 مايو 1902، دي موين في الولايات المتحدة - 23 يونيو 1966 في الولايات المتحدة)؛ كاتب سيناريو وروائي أمريكي.

## روابط خارجية
- بول كين على موقع IMDb (الإنجليزية)
- بول كين على موقع قاعدة بيانات الفيلم (الإنجليزية)